# Ildephons Fuchs
Ildephons Fuchs (* 1. Dezember 1765 in Einsiedeln als Joseph Anton Fuchs; † 19. Oktober 1823 in Niederhelfenschwil) war ein Schweizer römisch-katholischer Geistlicher und Historiker.

## Leben
Fuchs war Sohn des Alderich und der Elisabeth Werner. Er absolvierte die Klosterschule des Klosters Rheinau. Dort legte er 1782 die Profess ab, wobei er den Namen Ildephons erhielt. Das Studium der Theologie absolvierte er im Kloster Rheinau sowie im Kloster Einsiedeln. Die Priesterweihe erfolgte 1790. Bereits früh nahm sich Joseph Anton Franz Hohenbaum van der Meer seiner an und förderte ihn insbesondere bezüglich seiner historischen Studien. Der junge Pater Ildephons erhielt 1792 eine Stelle als Archivar am Kloster Rheinau. Dort konnte er sich seinen Studien zur Schweizer Geschichte widmen.
Fuchs war freisinnig und liberal gesinnt und sah sich daher zunehmend Anfeindungen im Kloster ausgesetzt. 1798 gelang ihm die Flucht aus dem Kloster, wobei seine Entlassung aus dem Klosterverband erst 1802 erfolgte. Um 1800 war er als Pfarrer in Bleichheim im Breisgau tätig, bevor er 1801 Lehrer der Rhetorik an der Schule in Schwyz wurde. Dach war er Lehrer an der Lateinschule in Rapperswil SG sowie Pfarrer unter anderem in Grub SG und in Engelburg. In dieser Zeit trat er vermehrt schriftstellerisch in Erscheinung.
Fuchs kam um 1812 nach Niederhelfenschwil. Dort wirkte er bis zu seinem Tod als Pfarrer.

## Werke (Auswahl)
- Egidius Tschudis von Glarus Leben und Schriften: nach dessen eigenen Handschriften. 2 Bände, Huber, St. Gallen 1805.
- Die mailändischen Feldzüge der Schweizer. 2 Bände, Huber, St. Gallen 1810–1812.
- Georg von Effinger: eine Selbstbiographie, aus Familien-Schriften, Tageblättern und anderen Notizen. Ein Sitten-Gemälde aus der Revolutions-Zeit. Huber, St. Gallen 1814.
- Geschichte der staatsrechtlichen Kirchenverhältnisse der Schweizerischen Eidgenossen: Als Vorbereitung zu den neuen Deutschen und Schweizerischen Bisthums-Angelegenheiten. 1. und einziger Band, Zürich 1816.